# Янович, Евгений Владимирович
Евгений Владимирович Янович (род. 4 мая 1991, Житомир) — украинский актёр, сценарист и соучредитель студии «Мамахохотала».

## Биография
Евгений родился 4 мая 1991 года в Житомире. Учился в общеобразовательной школе № 19 и лицее при Житомирском государственном технологическом университете.
В 2008 году поступил в НТУУ «Киевский политехнический институт имени Игоря Сикорского» факультет информатики и вычислительной техники, но впоследствии перевелся на межуниверситетский медико-инженерный факультет.
В студенческие годы Янович играл за команду КВН «Сборная КПИ», на основе которой и была основана студия «Мамахохотала».
С 2012 года регулярно начинает появляться в различных телевизионных проектах: «КВН» на Первом Национальном, «Бойцовский клуб» на ТЕТ, «Янык жжет» на TVI.
В 2013 году студия «Мамахохотала» запустила вечернее шоу на канале НЛО TV, которое является главным продуктом как студии, так и телеканала. Евгений является одним из ведущих актёров студии.
В 2013—14 годы Евгений получил главную роль в молодёжном сериале «Как закалялся стайл», параллельно являясь и сценаристом проекта.
В 2015 году стал первым украинским комиком, который делает сольный телевизионный концерт в жанре стенд-ап.
В 2017 году на экраны украинских кинотеатров вышел фильм «Инфоголик» с Евгением Яновичем в главной роли. Также он был одним из сценаристов картины.
С 2018 года является актёром ситкома «Кураторы».
В 2019 году снялся в полнометражном фильме «Преданный» и сериале «SVOEKINO».
Помимо телевизионных проектов, Янович имеет отношение к большому количеству успешных интернет-кейсов: «Это так похоже на…», «Олег Маслюк. Мэр деревни», «Новая Полиция», «ВНО с актёрами», «Fuck Facts», «4ПОКЕР».
Параллельно с основной деятельностью, Евгений три сезона подряд в прямом эфире комментировал матчи плей-офф Лиги чемпионов и Лиги Европы на НЛО TV. Часто выступает футбольным экспертом.
В октябре 2019 года Янович сыграл роль лучшего друга (Гуся) главного героя (Ярмака), в сериалити «Свое кино» (стилизовано как SVOEKINO).
В 2020 году вышли ещё два полнометражных фильма («Инфоголик 2» и «Янтарные копы») с ним в главной роли.
В 2022—2023 годы был ведущим «Подкаст-терапии» вместе со Спартаком Суботой. С 2022 года — ведущий «Опасной передачи» вместе с Олегом Маслюком. С 2023 года — ведущий вечернего шоу «20:23».

## Фильмография

### Актёр
- 2013—2014 «Как закалялся стайл», Гусь;
- 2016 «Новая Полиция», Веня
- 2017 «Инфоголик», Максим;
- 2018 «Кураторы», Тимофей Абрамчук;
- 2019 «SVOEKINO»; Гусь;
- 2020 «Отдана»;
- 2021 «Янтарные копы».

### Сценарист
- 2013-2014 «Как закалялся стайл»;
- 2017 «Инфоголик».